# Ljusträsket (Skellefteå socken, Västerbotten)
Ljusträsket är en sjö i Skellefteå kommun i Västerbotten och ingår i Skellefteälvens huvudavrinningsområde.